# Roccavaldina
Roccavaldina ist eine Gemeinde der Metropolitanstadt Messina in der Region Sizilien in Italien mit 1004 Einwohnern (Stand 31. Dezember 2023).

## Lage und Daten
Roccavaldina liegt 36 Kilometer westlich von Messina. Die Einwohner arbeiten hauptsächlich in der Landwirtschaft.
Die Nachbargemeinden sind Monforte San Giorgio, Rometta, Spadafora, Torregrotta, Valdina und Venetico.

## Geschichte
Der Ort wurde im Mittelalter gegründet. Es war unter anderem Lehen der Familie Valdina. Das genaue Gründungsjahr ist unbekannt.

## Sehenswürdigkeiten
- Schloss erbaut im Spätmittelalter
- Palazzo Valdina aus dem 16. Jahrhundert mit einer alten Apotheke, in der eine Sammlung alter Gefäße für die Medizin ausgestellt werden
- Kirche Gesè e Maria aus dem 17. Jahrhundert
- Pfarrkirche mit Gemälden aus dem 15. Jahrhundert
- Kirche Madonna della Catania aus dem 16. Jahrhundert